# Saulcy (Szwajcaria)
Saulcy − miejscowość i gmina w Szwajcarii, w kantonie Jura, w okręgu Delémont. 

## Demografia
W Saulcy mieszka 255 osób. W 2020 roku 4,3% populacji gminy stanowiły osoby urodzone poza Szwajcarią. 